# Нова Україна (Кременчуцький район)
Нова́ Украї́на — село в Україні, у Козельщинській селищній громаді Кременчуцького району Полтавської області. Населення становить 105 осіб. До 2017 орган місцевого самоврядування — Рибалківська сільська рада.

## Географія
Село Нова Україна знаходиться на правому березі річки Вовча, вище за течією на відстані 3 км розташоване село Майорщина, нижче за течією на відстані 2 км розташоване село Колодяжне (Полтавський район), на протилежному березі — село Чорноглазівка.

## Населення

### Мова
Розподіл населення за рідною мовою за даними перепису 2001 року:
| Мова       | Кількість | Відсоток |
| ---------- | --------- | -------- |
| українська | 99        | 94.28%   |
| російська  | 3         | 2.86%    |
| угорська   | 3         | 2.86%    |
| Усього     | 105       | 100%     |

## Історія
12 червня 2020 року, відповідно до розпорядження Кабінету Міністрів України № 721-р «Про визначення адміністративних центрів та затвердження територій територіальних громад Полтавської області», село увійшло до складу Козельщинської селищної громади.
19 липня 2020 року, в результаті адміністративно - територіальної реформи та ліквідації Козельщинського району, село увійшло до складу новоутвореного Кременчуцького району.

## Економіка
- Молочно-товарна ферма.
- Поруч з селом проходить газопровід «Союз».

## Відомі люди

### Народились
- Онищенко Олексій Мусійович — український економіст-аграрник, доктор економічних наук (1973), професор (1974), член-кореспондент (1985), академік НАН України(1990), академік Української академії аграрних наук (1991).